# بوكسيتوغورسك
بوكسيتوغورسك (بالروسية: Бокситогорск) هي إحدى مدن روسيا في الكيان الفدرالي الروسي لينينغراد أوبلاست.

## أعلام
- كريستينا تريسكسوك
- ميخائيل ليونيدوفيش غروموف